# Plenodomus
Plenodomus Preuss – rodzaj grzybów z klasy Dothideomycetes. Grzyby mikroskopijne.

## Charakterystyka
Saprotrofy i pasożyty roślin. Pyknidia zazwyczaj czarne, dość duże, kuliste lub flaszkowate z szeroką podstawą, w stanie dojrzałym z wyraźną poroidalną brodawką lub kilkoma brodawkami, które czasami tworzą szyjkę. Pyknidia powstające na tegorocznych pędach mają średnicę 200-350 µm, a na zdrewniałych zeszłorocznych pędach zazwyczaj są większe (o średnicy nawet do 1 mm) i mają więcej brodawek. Czasami pyknidia są zamknięte i nie tworzą zarodników (są to tzw. pyknosklerocja). Ściany pyknidiów grube, wewnątrz wyłożone cylindrycznymi fialidami. Konidia szkliste, elipsoidalne do prawie cylindrycznych, jednokomórkowe, z gutulami, w masie czerwonofioletowe, ametystowe, różowawe, czasami białawe.
Wśród roślin uprawnych w Polsce wywołują grzybowe choroby roślin: osłabienie wzrostu chryzantemy (P. tracheiphilus), sucha zgnilizna kapustnych (P. biglobosus, P. rabenhorstii).

## Systematyka i nazewnictwo
Pozycja w klasyfikacji według Index Fungorum: Plenodomus, Incertae sedis, Pleosporales, Pleosporomycetidae, Dothideomycetes, Pezizomycotina, Ascomycota, Fungi.
Takson utworzył w 1851 r. Carl Gottlieb Traugott Preuss Synonimy:
- Apocytospora Höhn. 1924
- Deuterophoma Petri 1929
- Plectophomella Moesz 1922

Niektóre gatunki:
- Plenodomus agnitus (Desm.) Gruyter, Aveskamp & Verkley 2012
- Plenodomus biglobosus (Shoemaker & H. Brun) Gruyter, Aveskamp & Verkley 2012
- Plenodomus rabenhorstii Preuss 1851
- Plenodomus tracheiphilus (Petri) Gruyter, Aveskamp & Verkley 2012

Nazwy naukowe na podstawie Index Fungorum.